# Disney Networks Group Asia Pacific
Disney Networks Group Asia-Pacific Limited (anteriormente Satellite Television Asian Region Limited, publicamente STAR TV e Star; Fox International Channels Asia Pacific Limited e Fox Networks Group Asia Pacific Limited) é uma empresa que opera e programa diversos canais de televisão através da Ásia. A empresa faz parte do Fox Networks Group, unidade da Disney International Operations.
Originalmente estabelecido por Hutchison Whampoa e mais tarde adquirido pela News Corporation, a Star TV já foi a proeminente emissora de televisão por satélite em toda a região da Ásia. Após a aquisição pela Disney da 21st Century Fox em março de 2019, juntamente com a Star India, tornou-se parte da The Walt Disney Company.
Os canais da empresa estão disponíveis no leste da Ásia e no sudeste da Ásia, anteriormente alcançando o sul da Ásia e o Oriente Médio.

## História
A empresa foi originalmente registrada no Registro de Companhias de Hong Kong como Quford Limited em 31 de agosto de 1990. A empresa foi renomeada para HutchVision Channel Services Limited em 31 de janeiro de 1991, antes de se tornar a Satellite Television Asian Region Limited (chinês: 衛星 電視 有限 公司 公司 公司 公司; lit. 'Satellite Television Limited') em 4 de julho de 1991. Foi estabelecida por Hutchison Whampoa e foi chefiada por Richard Li (filho de Li Ka-Shing, fundador da Cheung Kong, dona da Hutchison Whampoa).
A empresa operava seus canais de televisão sob uma marca unificada, Star TV (chinês: 衛星 電視; Pinyin: Wèixīng diànshì; lit. 'Televisão por Satélite'). Nos seus primeiros anos, os canais foram transmitidos pelo satélite de comunicação AsiaSat 1, operado pela Asia Satellite Telecommunications, que era um consórcio de Hutchison Whampoa, China International Trust and Investment Corporation e Cable & Wireless Worldwide. Com o alcance do satélite, os canais chegaram do Extremo Oriente ao Oriente Médio. A formação inicial dos cinco canais gratuitos da Star TV Network em seu lançamento foi a seguinte:
1. Prime Sports (體育 台 台; lançado em 26 de agosto de 1991): canal de esportes transmitido em inglês e chinês; joint venture com o TCI nos Estados Unidos, que possuía a Prime Network.
2. MTV (音樂台; lançado em 15 de setembro de 1991): canal de música transmitido em inglês, hindi e chinês, focado na música pop; versão regional do canal de TV americano com o mesmo nome.
3. BBC WSTV (新聞台; lançado em 14 de outubro de 1991): canal de notícias, atualidades e informações da BBC; ao contrário de sua contraparte europeia, esta versão da BBC World Service Television não exibia programas de entretenimento ou de variedades, como foram exibidos no Star Plus.
4. Chinese Channel (中文台 中文台 中文台; lançado em 21 de outubro de 1991): 24 horas todo o canal de entretenimento de variedades mandarim chinês que exibia conteúdo de idioma chinês completo fornecido pela TVB e ATV nas transmissões de Hong Kong da China continental; Também mostrou séries de televisão de outros países da Grande China, incluindo China, Hong Kong, Macau, Taiwan e Singapura.
5. Star Plus (娛樂台 娛樂台; lançado em 15 de dezembro de 1991): canal de entretenimento de variedades em inglês 24 horas, que mostrou dramas e programas de variedades de países de língua inglesa, incluindo Estados Unidos, Reino Unido, Austrália e Nova Zelândia.

No final de abril de 1993, Pearson se aproximou dos proprietários da Star TV e deveria pagar até 100 milhões de GBP. A Pearson (que possuía uma pequena participação na BSkyB e Yorkshire-Tyne Tees Television na época e acabado de adquirir a Thames Television) procurava expandir seus negócios de mídia fora do Reino Unido, especialmente porque as leis britânicas naquela época não permitiram Pearson se expandir mais sobre os negócios de televisão do Reino Unido. Pearson desejava 66% da empresa, mas foi relatado que o acordo exigia que o time de Hong Kong continuasse sendo acionistas ativos, fazendo com que o acordo fosse recusado.
As negociações iniciais com Rupert Murdoch foram relatadas depois que o empresário australiano exigiu uma participação controladora na empresa. Em julho de 1993, a News Corporation de Murdoch comprou 63,6% da Star TV por US$ 525 milhões, metade em dinheiro, metade das ações ordinárias da News Corporation, bloqueando ofertas da Pearson. O acordo ocorreu depois que a News Corporation não adquiriu 22% da TVB por causa de questões regulatórias. A News Corporation adquiriu os 36,4% restantes por US $ 299 milhões em julho de 1995. A Família Li e Hutchison Whampoa manteriam suas ações da HutchVision Hong Kong Limited, que transmitia os canais da Star TV via satélite. Com a quantidade de dinheiro ganho com a venda de 1993, Richard Li passou a ter seu próprio empreendimento, o Pacific Century Group.

Em maio de 1994, a Star TV e a MTV encerraram a parceria que forneceu programação de televisão musical, então a Star TV lançou o Channel V para substituir a marca americana. A versão indiana foi lançada em maio de 1994, foi seguida por quatro versões adicionais: Channel V International, Channel V Tailândia, Channel V Coreia, Channel V Japão e outras três versões em chinês mandarim, vietnamita e cantonês.
Em 19 de agosto de 2009, a News Corporation anunciou uma reestruturação da STAR. A Star India e a Star Greater China seriam separadas da sede da Star em Hong Kong, e os chefes das duas últimas empresas se reportariam diretamente a James Murdoch, então presidente da News Corporation e executivo-chefe da Europa e Ásia.
- A Star India assumiu todas as operações da Star na Índia, bem como vendas e distribuição de canais da marca Fox na região. Também assumiu os escritórios de distribuição da Star no Oriente Médio, no Reino Unido e nos Estados Unidos.
- A Star Greater China supervisionaria o Star Chinese Channel,  Star Chinese Movies, Star Chinese Movies 2, o Xing Kong e o Channel V da China continental, bem como o acervo de filmes da Fortune Star.
- A empresa original STAR TV se tornou a Fox International Channels Asia-Pacific e passou a se concentrar no leste e no sudeste da Ásia. Também assumiu a representação dos canais da FIC e da National Geographic Channels Network Asia, LLC, que já eram distribuídos pela Star. A empresa continuaria distribuindo seus canais no Oriente Médio e assumiria a responsabilidade da distribuição da Star India e da Star Greater China na Ásia fora de seus mercados domésticos.

Apesar das reorganizações de 2009, a empresa não mudou imediatamente seu nome legal da Satellite Television Asian Region Limited. Ela mudou apenas o nome legal para a Fox International Channels Asia-Pacific Limited (chinês: 福斯 國際 電視網 有限 公司 公司; lit. 'Fox International Television Network Limited') em 2 de setembro de 2014.

Com a aquisição dos ativos de entretenimento da 21st Century Fox pela The Walt Disney Company, a FNG Asia Pacific (incluindo FNG Taiwan e os negócios restantes da FNG na China continental), assim como a Star India, se tornaram parte da Disney e a FNG Asia se integrou à Walt Disney Direct-to-Consumer & International (agora Disney International Operations). A Fox Networks Group Asia foi dividido em três, para se conectar à estrutura internacional da Disney com escritórios em Xangai (norte da Ásia), Mumbai (Índia) e Singapura (Sudeste Asiático). A reconfiguração e a dispensa começaram em 29 de junho de 2020 com demissão focada na sede da FNG Asia em Hung Hom, Kowloon.
Em 1º de outubro de 2021, a Fox Networks Group Asia Pacific Limited foi oficialmente renomeada como o Disney Networks Group Asia Pacific Limited.